# I Farens Stund
I Farens Stund er en dansk stumfilm fra 1915, der er instrueret af Robert Dinesen efter manuskript af Alfred Kjerulf.

## Handling
Denne artikel mangler et handlingsreferat. Hjælp os med at skrive det.

## Medvirkende
- Thorleif Lund - Otto Hedenwall, skuespiller
- Ebba Thomsen - Emmy Hedenwall, skuespillerinde
- Alf Blütecher - Jules Petit, skuespiller, Emmys kæreste
- Frederik Jacobsen
- Johanne Krum-Hunderup
- Peter Jørgensen